# Architetture di Como

Questa lista di architetture di Como elenca palazzi, monumenti, chiese ed edifici della città di Como.
| Immagine | Edificio                                                                     | Architetto                   | Stile                                                     |
| -------- | ---------------------------------------------------------------------------- | ---------------------------- | --------------------------------------------------------- |
|          | Albergo Posta                                                                | Giuseppe Terragni            | razionalismo italiano                                     |
|          | Albergo Terminus                                                             |                              | architettura liberty in Italia                            |
|          | Arena del Teatro Sociale                                                     |                              |                                                           |
|          | Asilo Dell'Infanzia Sac. G. Bernasconi                                       |                              |                                                           |
|          | Associazione Amici Scuola Steineriana                                        |                              |                                                           |
|          | Broletto di Como                                                             |                              | architettura romanica                                     |
|          | CPIA 1 Como                                                                  |                              |                                                           |
|          | Ca' Morta                                                                    |                              |                                                           |
|          | Caio Plinio Secondo                                                          |                              |                                                           |
|          | Caio Plinio Secondo - Serale                                                 |                              |                                                           |
|          | Campanile del Santuario del S.mo Crocifisso                                  |                              |                                                           |
|          | Campanile della Basilica di S. Carpoforo                                     |                              |                                                           |
|          | Campanile della Basilica di S. Fedele                                        |                              |                                                           |
|          | Campanile della Chiesa dei SS. Filippo e Giacomo in Quarcino                 |                              |                                                           |
|          | Campanile della Chiesa dei SS. Giuliano e Ambrogio                           |                              |                                                           |
|          | Campanile della Chiesa del Gesù                                              |                              |                                                           |
|          | Campanile della Chiesa di S. Agata                                           |                              |                                                           |
|          | Campanile della Chiesa di S. Bartolomeo                                      |                              |                                                           |
|          | Campanile della Chiesa di S. Cassiano                                        |                              |                                                           |
|          | Campanile della Chiesa di S. Cecilia                                         |                              |                                                           |
|          | Campanile della Chiesa di S. Eusebio                                         |                              |                                                           |
|          | Campanile della Chiesa di S. Giorgio                                         |                              |                                                           |
|          | Campanile della Chiesa di S. Giuseppe in Valleggio                           |                              |                                                           |
|          | Campanile della Chiesa di S. Pietro                                          |                              |                                                           |
|          | Campanile della Chiesa di S. Provino                                         |                              |                                                           |
|          | Campanile meridionale della Basilica di S. Abbondio                          |                              |                                                           |
|          | Campanile settentrionale della Basilica di S. Abbondio                       |                              |                                                           |
|          | Cappella del Palazzo vescovile                                               |                              |                                                           |
|          | Casa Cattaneo Alchieri                                                       |                              |                                                           |
|          | Casa Giuliani-Frigerio                                                       | Giuseppe Terragni            | razionalismo italiano                                     |
|          | Casa Odescalchi Zafferoni                                                    |                              |                                                           |
|          | Casa Parrocchiale (ex) della Basilica di S. Carpoforo                        |                              |                                                           |
|          | Casa Passalacqua ora Camozzi                                                 |                              |                                                           |
|          | Casa Pedraglio                                                               | Giuseppe Terragni            | razionalismo italiano                                     |
|          | Casa Pelandini                                                               |                              |                                                           |
|          | Casa Pelfini Binda                                                           |                              |                                                           |
|          | Casa Piazza San Fedele 12                                                    |                              |                                                           |
|          | Casa Piazza San Fedele 29                                                    |                              |                                                           |
|          | Casa Piazza San Fedele 36                                                    |                              |                                                           |
|          | Casa Piazza San Fedele 9                                                     |                              |                                                           |
|          | Casa Rovelli                                                                 |                              |                                                           |
|          | Casa Savonelli                                                               |                              |                                                           |
|          | Casa del Fascio di Como                                                      | Giuseppe Terragni            | razionalismo italiano                                     |
|          | Casa di Alessandro Volta                                                     |                              |                                                           |
|          | Casa già Ronzoni                                                             |                              |                                                           |
|          | Casa via Bernardino Luini 58                                                 |                              |                                                           |
|          | Cascina Tre Camini                                                           |                              |                                                           |
|          | Case coloniche della Basilica di S. Carpoforo                                |                              |                                                           |
|          | Casottino meridionale di Villa Olmo                                          |                              |                                                           |
|          | Casottino settentrionale di Villa Olmo                                       |                              |                                                           |
|          | Castel Baradello                                                             |                              | architettura romanica                                     |
|          | Castel Carnasino                                                             |                              |                                                           |
|          | Castel Carnasino                                                             |                              |                                                           |
|          | Centro Studi Casnati                                                         |                              |                                                           |
|          | Centro socio-pastorale Cardinal Ferrari                                      | Simone Cantoni               | architettura neoclassica italiana                         |
|          | Chiostrino di S. Eufemia                                                     |                              |                                                           |
|          | Chiostro (ex) della Basilica di S. Abbondio                                  |                              |                                                           |
|          | Città murata                                                                 |                              |                                                           |
|          | Collegio Gallio                                                              |                              |                                                           |
|          | Collegio di S. Chiara                                                        |                              |                                                           |
|          | Colonnato della Chiesa di S. Cecilia                                         |                              |                                                           |
|          | Como Breccia                                                                 |                              |                                                           |
|          | Como Breccia                                                                 |                              |                                                           |
|          | Como Carceraria                                                              |                              |                                                           |
|          | Como Lora                                                                    |                              |                                                           |
|          | Como Lora                                                                    |                              |                                                           |
|          | Como Monte Olimpino                                                          |                              |                                                           |
|          | Como Monteolimpino                                                           |                              |                                                           |
|          | Como Ospedale S.Anna                                                         |                              |                                                           |
|          | Como Ponte Chiasso                                                           |                              |                                                           |
|          | Como Ponte Chiasso                                                           |                              |                                                           |
|          | Como Prestino                                                                |                              |                                                           |
|          | Como Rebbio                                                                  |                              |                                                           |
|          | Como Sagnino                                                                 |                              |                                                           |
|          | Como Sagnino                                                                 |                              |                                                           |
|          | Como Via Briantea                                                            |                              |                                                           |
|          | Congregazione Figlie Di Gesu' Collegio Santa Chiara                          |                              |                                                           |
|          | Conservatorio Giuseppe Verdi                                                 |                              | architettura rinascimentale                               |
|          | Convento (ex) della Chiesa di S. Antonio abate                               |                              |                                                           |
|          | Convento di S. Marco (ex)                                                    |                              |                                                           |
|          | Corridoni                                                                    |                              |                                                           |
|          | Don Milani Como                                                              |                              |                                                           |
|          | Ex chiesa di San Francesco                                                   |                              |                                                           |
|          | Ex chiesa di San Lazzaro                                                     |                              |                                                           |
|          | Filzi                                                                        |                              |                                                           |
|          | Hilton Lake Como                                                             |                              |                                                           |
|          | Hotel Metropole Suisse                                                       |                              |                                                           |
|          | ISIS Paolo Carcano                                                           |                              |                                                           |
|          | ITIS Magistri Cumacini                                                       |                              |                                                           |
|          | ITIS Paolo Carcano                                                           |                              |                                                           |
|          | Ist. Legalmente Ric. G. Pascoli Tecnico Geometri Rag.                        |                              |                                                           |
|          | Ist.Paritario Matilde Di Canossa Istituto Magistrale                         |                              |                                                           |
|          | Ist.Paritario Pascoli I.T.Geometri                                           |                              |                                                           |
|          | Ist.Paritario Pascoli I.T.Turismo                                            |                              |                                                           |
|          | Istituto G. Carducci                                                         |                              |                                                           |
|          | Istituto Matilde Di Canossa                                                  |                              |                                                           |
|          | Istituto Orsoline Di San Carlo                                               |                              |                                                           |
|          | Istituto Paritario Liceo Artistico Michelangelo                              |                              |                                                           |
|          | Istituto Paritario Matilde Di Canossa                                        |                              |                                                           |
|          | Istituto Professionale Servizi Socio Sanitari Michelangelo                   |                              |                                                           |
|          | Istituto San Carpoforo                                                       |                              |                                                           |
|          | Istituto Superiore Starting Work                                             |                              |                                                           |
|          | Itis P.Carcano                                                               |                              |                                                           |
|          | La Gallietta                                                                 |                              |                                                           |
|          | Liceo Della Comunicazione Michelangelo                                       |                              |                                                           |
|          | Liceo Europeo Dedalo Scs Onlus - Ist. Orsoline S.Carlo                       |                              |                                                           |
|          | Liceo Scientifico Ad Indirizzo Sportivo Istituto Matilde Di Canossa          |                              |                                                           |
|          | Liceo Scientifico Op. Scienze Applicate Liceo Artigianale                    |                              |                                                           |
|          | Liceo Scientifico Paritario Gallio Ind. Scienze Applicate                    |                              |                                                           |
|          | Liceo Teresa Ciceri                                                          |                              |                                                           |
|          | Liceo ginnasio statale Alessandro Volta                                      | Simone Cantoni               | architettura neoclassica italiana                         |
|          | Liceo musicale e coreutico Giuditta Pasta                                    |                              |                                                           |
|          | Liceo scientifico Paolo Giovio                                               |                              |                                                           |
|          | Mauri                                                                        |                              |                                                           |
|          | Mercato coperto                                                              |                              |                                                           |
|          | Monastero (ex) della Basilica di S. Carpoforo                                |                              |                                                           |
|          | Monastero (ex) della Chiesa di S. Giuliano                                   |                              |                                                           |
|          | Monastero (resti) della Chiesa di S. Agostino                                |                              |                                                           |
|          | Museo archeologico Paolo Giovio                                              |                              |                                                           |
|          | Museo didattico della seta                                                   |                              |                                                           |
|          | Museo storico Giuseppe Garibaldi                                             |                              |                                                           |
|          | Novocomum                                                                    |                              |                                                           |
|          | Oratorio di S. Maria del Prestino                                            |                              |                                                           |
|          | Ospedale S.Anna                                                              |                              |                                                           |
|          | Ospedale di S. Anna (ex)                                                     |                              |                                                           |
|          | P.M. Albate                                                                  |                              |                                                           |
|          | Palaghiaccio Casate                                                          |                              |                                                           |
|          | Palazzetto Branda Castiglioni                                                |                              |                                                           |
|          | Palazzo Albricci Peregrini                                                   |                              |                                                           |
|          | Palazzo Cernezzi                                                             |                              |                                                           |
|          | Palazzo Erba Martignoni                                                      |                              |                                                           |
|          | Palazzo Erba Odescalchi                                                      |                              |                                                           |
|          | Palazzo Giovio                                                               |                              |                                                           |
|          | Palazzo Lambertenghi                                                         |                              |                                                           |
|          | Palazzo Mugiasca                                                             |                              |                                                           |
|          | Palazzo Natta                                                                |                              |                                                           |
|          | Palazzo Odescalchi Pedraglio                                                 |                              |                                                           |
|          | Palazzo Olginati                                                             |                              |                                                           |
|          | Palazzo Pantera                                                              |                              |                                                           |
|          | Palazzo Rodari                                                               |                              |                                                           |
|          | Palazzo Rusconi                                                              |                              |                                                           |
|          | Palazzo Sangiuliani                                                          |                              |                                                           |
|          | Palazzo Vittani                                                              |                              |                                                           |
|          | Palazzo Volpi                                                                |                              |                                                           |
|          | Palazzo del Vescovado                                                        |                              |                                                           |
|          | Parini - Como Centro Citta'                                                  |                              |                                                           |
|          | Pinacoteca Civica                                                            |                              |                                                           |
|          | Pontificio Collegio Gallio                                                   |                              |                                                           |
|          | Porta Pretoria                                                               |                              |                                                           |
|          | Porta Torre                                                                  |                              | architettura romanica                                     |
|          | Porta di Como Romana                                                         |                              |                                                           |
|          | Portico nord del santuario del S.mo Crocifisso                               |                              |                                                           |
|          | Portico sud del Santuario del S.mo Crocifisso                                |                              |                                                           |
|          | S.M.S. A. Moro - Como                                                        |                              |                                                           |
|          | S.M.S. Bernardino Luini-Como                                                 |                              |                                                           |
|          | S.M.S. U.Foscolo - Como                                                      |                              |                                                           |
|          | Sant'Antonino (Como)                                                         |                              |                                                           |
|          | Santuario del Sacro Cuore                                                    | Aristide Leonori             |                                                           |
|          | Santuario del Santissimo Crocifisso                                          |                              | architettura neoclassica italiana architettura neobarocca |
|          | Santuario di Nostra Signora del Prodigio                                     |                              |                                                           |
|          | Scuola Dell'Infanzia A.Volta                                                 |                              |                                                           |
|          | Scuola Dell'Infanzia Casa Dei Bambini                                        |                              |                                                           |
|          | Scuola Dell'Infanzia Dedalo Orsoline San Carlo                               |                              |                                                           |
|          | Scuola Dell'Infanzia G.Bakhita                                               |                              |                                                           |
|          | Scuola Dell'Infanzia Matilde Di Canossa                                      |                              |                                                           |
|          | Scuola Dell'Infanzia Padre Ceriani                                           |                              |                                                           |
|          | Scuola Dell'Infanzia S.Antonio                                               |                              |                                                           |
|          | Scuola Dell'Infanzia San Bartolomeo                                          |                              |                                                           |
|          | Scuola Dell'Infanzia San Carpoforo                                           |                              |                                                           |
|          | Scuola Dell'Infanzia Santa Chiara                                            |                              |                                                           |
|          | Scuola Elem. G.Bedetti                                                       |                              |                                                           |
|          | Scuola Elementare Matilde Di Canossa                                         |                              |                                                           |
|          | Scuola Materna Di Rebbio                                                     |                              |                                                           |
|          | Scuola Waldorf Como                                                          |                              |                                                           |
|          | Scuola primaria Giovanni Paolo II di Como                                    |                              |                                                           |
|          | Sede dell'Unione fascista dei Lavoratori dell'Industria                      |                              |                                                           |
|          | Seminario (ex) della Basilica di S. Abbondio                                 |                              |                                                           |
|          | Seminario Teologico                                                          |                              |                                                           |
|          | Sms Fogazzaro                                                                |                              |                                                           |
|          | Statua di Alessandro Volta                                                   |                              |                                                           |
|          | Teatrino di villa Olmo                                                       |                              |                                                           |
|          | Teatro Cressoni                                                              |                              |                                                           |
|          | Teatro Politeama                                                             | Federico Frigerio            |                                                           |
|          | Teatro Sociale                                                               | Giuseppe Cusi Luigi Canonica | architettura neoclassica italiana                         |
|          | Tempio Voltiano                                                              | Federico Frigerio            | architettura neoclassica italiana                         |
|          | Terme di Como romana                                                         |                              | architettura romana                                       |
|          | The Life Electric                                                            | Daniel Libeskind             | decostruttivismo                                          |
|          | Torre Gattoni                                                                |                              |                                                           |
|          | Torre Pantera                                                                |                              |                                                           |
|          | Torre San Vitale                                                             |                              |                                                           |
|          | Torre del Broletto                                                           |                              |                                                           |
|          | Villa Ala Ponzone                                                            |                              |                                                           |
|          | Villa Bagliacca                                                              |                              |                                                           |
|          | Villa Borsi Franchi                                                          |                              |                                                           |
|          | Villa Cantoni Pisa (già)                                                     |                              |                                                           |
|          | Villa Celesia                                                                |                              |                                                           |
|          | Villa Claudina Gonzales Cantaluppi                                           |                              |                                                           |
|          | Villa Dossi Pisani                                                           |                              |                                                           |
|          | Villa Dosso Pisani                                                           | Luigi Conconi                | Art Nouveau eclettismo                                    |
|          | Villa Dozzio                                                                 |                              |                                                           |
|          | Villa Durini                                                                 |                              |                                                           |
|          | Villa Durini                                                                 |                              |                                                           |
|          | Villa Flori                                                                  |                              |                                                           |
|          | Villa Gallia                                                                 | Simone Cantoni               | architettura neoclassica                                  |
|          | Villa Gallia                                                                 |                              |                                                           |
|          | Villa Gallietta                                                              |                              |                                                           |
|          | Villa Geno                                                                   | Giacomo Tazzini              | architettura neoclassica italiana                         |
|          | Villa Giovio                                                                 |                              |                                                           |
|          | Villa Giulini                                                                |                              |                                                           |
|          | Villa Linati                                                                 |                              |                                                           |
|          | Villa Musa                                                                   |                              |                                                           |
|          | Villa Olmo                                                                   | Simone Cantoni               | architettura neoclassica italiana                         |
|          | Villa Parravicini Revel                                                      |                              |                                                           |
|          | Villa Peregrini                                                              |                              |                                                           |
|          | Villa Resta                                                                  |                              |                                                           |
|          | Villa Resta                                                                  |                              |                                                           |
|          | Villa Salazar                                                                |                              |                                                           |
|          | Villa Saporiti                                                               | Leopoldo Pollack             | architettura neoclassica                                  |
|          | Villa Saporiti                                                               |                              |                                                           |
|          | Villa Sforni                                                                 |                              |                                                           |
|          | Villa Sucota                                                                 |                              |                                                           |
|          | Villa Thaon De Revel                                                         |                              |                                                           |
|          | Villa Volontè                                                                |                              |                                                           |
|          | Villa Zucchi                                                                 |                              |                                                           |
|          | Villa del Floricoltore                                                       |                              |                                                           |
|          | Vista Palazzo Lago di Como                                                   |                              |                                                           |
|          | asilo Sant'Elia                                                              | Giuseppe Terragni            | razionalismo italiano                                     |
|          | basilica di San Carpoforo                                                    |                              | architettura romanica                                     |
|          | basilica di San Fedele                                                       |                              | architettura romanica architettura barocca                |
|          | basilica di Sant'Abbondio                                                    |                              | architettura romanica                                     |
|          | campanile dell'Eremo di San Donato                                           |                              |                                                           |
|          | cappella della villa del Grumello                                            |                              |                                                           |
|          | castello della Torre Rotonda                                                 |                              |                                                           |
|          | chiesa dei SS. Cosma e Damiano (ex)                                          |                              |                                                           |
|          | chiesa dei SS. Filippo e Giacomo in Quarcino                                 |                              |                                                           |
|          | chiesa dei SS. Giuliano e Ambrogio                                           |                              |                                                           |
|          | chiesa dei SS. Pietro e Paolo                                                |                              |                                                           |
|          | chiesa dei Santi Eusebio e Carlo                                             |                              |                                                           |
|          | chiesa dei Santi Simone, Giuda e Andrea                                      |                              |                                                           |
|          | chiesa del Gesù                                                              | Giovanni Tristano            |                                                           |
|          | chiesa del Gesù                                                              |                              |                                                           |
|          | chiesa dell'Eremo di San Donato                                              |                              |                                                           |
|          | chiesa della Beata Vergine Immacolata                                        |                              |                                                           |
|          | chiesa della Ss. Trinità                                                     |                              |                                                           |
|          | chiesa di Castel Carnasino                                                   |                              |                                                           |
|          | chiesa di Quarcino                                                           |                              |                                                           |
|          | chiesa di S. Agata                                                           |                              |                                                           |
|          | chiesa di S. Antonio abate (ex)                                              |                              |                                                           |
|          | chiesa di S. Cassiano                                                        |                              |                                                           |
|          | chiesa di S. Cecilia                                                         |                              |                                                           |
|          | chiesa di S. Eusebio                                                         |                              |                                                           |
|          | chiesa di S. Giorgio                                                         |                              |                                                           |
|          | chiesa di S. Giuseppe in Valleggio                                           |                              |                                                           |
|          | chiesa di S. Martino                                                         |                              |                                                           |
|          | chiesa di S. Pietro                                                          |                              |                                                           |
|          | chiesa di S. Provino                                                         |                              |                                                           |
|          | chiesa di S. Rocco                                                           |                              |                                                           |
|          | chiesa di S. Zenone                                                          |                              |                                                           |
|          | chiesa di San Bartolomeo                                                     |                              |                                                           |
|          | chiesa di San Donnino                                                        |                              |                                                           |
|          | chiesa di San Giacomo                                                        |                              |                                                           |
|          | chiesa di San Giorgio in Borgovico                                           |                              | architettura romanica                                     |
|          | chiesa di San Giuliano                                                       |                              |                                                           |
|          | chiesa di San Giuseppe in Valleggio                                          |                              |                                                           |
|          | chiesa di San Provino                                                        |                              |                                                           |
|          | chiesa di San Rocco                                                          |                              |                                                           |
|          | chiesa di San Salvatore                                                      |                              |                                                           |
|          | chiesa di Sant'Agostino                                                      |                              | architettura rinascimentale architettura barocca italiana |
|          | chiesa di Sant'Orsola                                                        |                              |                                                           |
|          | chiesa di Santa Maria di Loreto                                              |                              | architettura barocca                                      |
|          | chiesa nuova di San Giuseppe                                                 | Gigi Radice                  |                                                           |
|          | chiostro dell'Eremo di San Donato                                            |                              |                                                           |
|          | cimitero di Albate                                                           |                              |                                                           |
|          | cimitero di Breccia                                                          |                              |                                                           |
|          | cimitero di Camerlata-Muggiò                                                 |                              |                                                           |
|          | cimitero di Camnago Volta                                                    |                              |                                                           |
|          | cimitero di Civiglio                                                         |                              |                                                           |
|          | cimitero di Como                                                             |                              |                                                           |
|          | cimitero di Lora                                                             |                              |                                                           |
|          | cimitero di Monte Olimpino                                                   |                              |                                                           |
|          | cimitero di Rebbio                                                           |                              |                                                           |
|          | darsena della Villa del Grumello                                             |                              |                                                           |
|          | duomo di Como                                                                |                              | architettura gotica                                       |
|          | eremo di San Donato                                                          |                              |                                                           |
|          | fontana di Camerlata                                                         | Cesare Cattaneo Mario Radice | razionalismo italiano                                     |
|          | funicolare Como-Brunate                                                      |                              |                                                           |
|          | galleria Monte Olimpino                                                      |                              |                                                           |
|          | idroscalo internazionale di Como                                             |                              |                                                           |
|          | istituto Gaetano Pessina                                                     |                              |                                                           |
|          | istituto Giosuè Carducci                                                     |                              |                                                           |
|          | istituto aeronautico Luca Bongiovanni                                        |                              |                                                           |
|          | istituto alberghiero Gianni Brera                                            |                              |                                                           |
|          | istituto di istruzione superiore Leonardo Da Vinci - Ripamonti               |                              |                                                           |
|          | istituto professionale industria e artigianato Leonardo Da Vinci - Ripamonti |                              |                                                           |
|          | istituto tecnico economico Dante Alighieri                                   |                              |                                                           |
|          | istituto tecnico industriale Luigi Ripamonti                                 |                              |                                                           |
|          | liceo artistico Giuseppe Terragni                                            |                              |                                                           |
|          | liceo artistico Giuseppe Terragni - indirizzo audiovisivo e multimediale     |                              |                                                           |
|          | liceo artistico Giuseppe Terragni - indirizzo fashion design                 |                              |                                                           |
|          | liceo classico Collegio Gallio                                               |                              |                                                           |
|          | liceo linguistico Collegio Gallio                                            |                              |                                                           |
|          | liceo linguistico Francesco Casnati                                          |                              |                                                           |
|          | liceo scientifico Collegio Gallio                                            |                              |                                                           |
|          | liceo scientifico Paolo Carcano                                              |                              |                                                           |
|          | liceo sportivo Gigi Meroni                                                   |                              |                                                           |
|          | monastero di sant'Abbondio                                                   |                              |                                                           |
|          | monumento ai caduti                                                          | Giuseppe Terragni            | razionalismo italiano                                     |
|          | monumento alla Resistenza europea                                            | Gianni Colombo               |                                                           |
|          | mura di Como                                                                 |                              | architettura medievale                                    |
|          | ospedale Valduce                                                             |                              |                                                           |
|          | parco della Villa del Grumello                                               |                              |                                                           |
|          | portale del monastero di Santa Chiara                                        |                              |                                                           |
|          | scuola d'infanzia Vittorio Emanuele II                                       |                              |                                                           |
|          | scuola dell'infanzia Collegio Gallio                                         |                              |                                                           |
|          | scuola dell'infanzia Luigi Carluccio                                         |                              |                                                           |
|          | scuola dell'infanzia Raschi                                                  |                              |                                                           |
|          | scuola dell'infanzia di Trecallo                                             |                              |                                                           |
|          | scuola dell'infanzia di via Acquanera                                        |                              |                                                           |
|          | scuola media Santa Chiara                                                    |                              |                                                           |
|          | scuola media statale Giuseppe Parini                                         |                              |                                                           |
|          | scuola primaria Baracca -Como                                                |                              |                                                           |
|          | scuola primaria Collegio Gallio                                              |                              |                                                           |
|          | scuola primaria Dalmazio Birago                                              |                              |                                                           |
|          | scuola primaria Dedalo Scs Onlus - Ist. Orsoline S.Carlo                     |                              |                                                           |
|          | scuola primaria Luigi Picchi                                                 |                              |                                                           |
|          | scuola primaria Massimiliano Kolbe                                           |                              |                                                           |
|          | scuola primaria Severino Gobbi                                               |                              |                                                           |
|          | scuola primaria di Civiglio                                                  |                              |                                                           |
|          | scuola primaria statale Nazario Sauro                                        |                              |                                                           |
|          | scuola secondaria di primo grado Collegio Gallio                             |                              |                                                           |
|          | scuola secondaria di primo grado Dedalo Scs Onlus-Ist Orsoline S.Carlo       |                              |                                                           |
|          | scuola secondaria di primo grado Giacomo Leopardi                            |                              |                                                           |
|          | scuola secondaria di primo grado Guglielmo Marconi                           |                              |                                                           |
|          | serre del Grumello                                                           |                              |                                                           |
|          | spazio culturale Antonio Ratti                                               |                              |                                                           |
|          | stadio Giuseppe Sinigaglia                                                   | Giovanni Greppi              | razionalismo italiano                                     |
|          | stazione di Albate-Trecallo                                                  |                              |                                                           |
|          | stazione di Como Borghi                                                      |                              |                                                           |
|          | stazione di Como Camerlata                                                   |                              |                                                           |
|          | stazione di Como Camerlata                                                   |                              |                                                           |
|          | stazione di Como Lago                                                        |                              |                                                           |
|          | stazione di Como San Giovanni                                                | Paolo Perilli                |                                                           |
|          | stazione meteorologica di Como                                               |                              |                                                           |
|          | tomba di Alessandro Volta                                                    |                              |                                                           |
|          | valico di Brogeda                                                            |                              |                                                           |
|          | valico di Chiasso                                                            |                              |                                                           |
|          | viadotto Bellinzona                                                          |                              |                                                           |
|          | viadotto Fati                                                                |                              |                                                           |
|          | villa del Grumello                                                           |                              |                                                           |
|          | zoo di Como                                                                  |                              |                                                           |